# 二號波洛克斯維爾鎮區 (北卡羅萊納州瓊斯縣)
二號波洛克斯維爾鎮區（英語：Township 2, Pollocksville）是位於美國北卡羅萊納州瓊斯縣的一個鎮區。

## 地方資料
二號波洛克斯維爾鎮區的面積為269.10平方千米，皆為陸地。根據2020年美國人口普查的數據，當地共有人口2413人，而人口密度為每平方千米8.97人。